# Zarinsk
Zarinsk (rusky Заринск) je město v Altajském kraji v Ruské federaci. Při sčítání lidu v roce 2010 měl bezmála padesát tisíc obyvatel.

## Poloha a doprava
Zarinsk leží západně od Salairského krjaže na Čumyši, pravém přítoku Obu. Od Barnaulu, správního střediska kraje, je vzdálen přibližně sto kilometrů severovýchodně.
Přes Zarinsk prochází trať z Barnaulu do Novokuzněcku.

## Dějiny
Zarinsk vznikl jako stanice Zarinskaja při otevření železniční trati v roce 1952.  V roce 1958 se stal sídlem městského typu. V letech 1972–1985 byla jihovýchodně od města postavena velká koksovna, která je v provozu od roku 1981. V roce 1979 dostal Zarinsk své současné jméno a byl povýšen na město.